# Фторопласт-40
Фторопла́ст-40 (-CF2-CF2-CH2-CH2-)n — сополимер тетрафторэтилена и этилена, отличающийся повышенной устойчивостью к радиационному излучению.

## Свойства
Фторопласт-40 (Ф-40) обладает твёрдостью, не хладотекуч, стоек к действию кипящих концентрированных серной, азотной и соляной кислот, плавиковой кислоты, 45 %-го раствора едкого натра и большинства известных растворителей. 
Ф-40 не стареет при длительном световом и атмосферном воздействии, способен окрашиваться в разные цвета. Высокая химическая стойкость и термостойкость (для большинства изделий из различных марок Ф-40 рабочий интервал температур от минус 100 °С до плюс 200 °С), отличные диэлектрические свойства и высокая стойкость к радиационному излучению делают Ф-40 незаменимым материалом для изготовления изделий, эксплуатируемых в экстремальных условиях: высоких температурах, повышенных радиационных излучениях и агрессивных средах. 

## Марки
В России выпускается несколько марок фторопласта-40.
| Наименование показателя                          | марка «П»            | марка «Ш»            | марка «Ш-1»              | марка «Ш-2»              | марка «ЛД-1»         | марка «ЛД-2»             |
| ------------------------------------------------ | -------------------- | -------------------- | ------------------------ | ------------------------ | -------------------- | ------------------------ |
| Внешний вид                                      | порошок белого цвета | порошок белого цвета | чечевицеобразные гранулы | чечевицеобразные гранулы | порошок белого цвета | чечевицеобразные гранулы |
| Показатель текучести расплава (ПТР), г/10 мин    | не нормируется       | 0,01—4,0             | 0,01—4,0                 | 0,01—4,0                 | 4,0—60,0             | 4,0—70,0                 |
| Массовая доля влаги, %, не более                 | 0,05                 | 0,05                 | 0,05                     | не нормируется           | 0,05                 | не нормируется           |
| Термостабильность (потеря массы), %, не более    | 1,2                  | 1,2                  | 2,7                      | 2,7                      | 1,9                  | 3                        |
| Температура потери прочности, °С                 | 295—320              | не нормируется       | не нормируется           | не нормируется           | не нормируется       | не нормируется           |
| Прочность при разрыве, МПа (кгс/см²), не менее   | 31 (320)             | 29 (300)             | 31 (320)                 | 31 (320)                 | 24 (250)             | 29 (300)                 |
| Относительное удлинение при разрыве, %, не менее | 170                  | 170                  | 160                      | 160                      | 100                  | 160                      |

Выпускается также фторопласт-40М (Ф-40М), являющийся модифицированным аналогом Ф-40 со всеми присущими тому свойствами. Этот продукт значительно более стабилен, меньше склонен к растрескиванию, гранулы его значительно светлее.
В ОАО «Пластполимер» разработаны новые марки Ф-40:
- Ф-40АМ с улучшенной перерабатываемостью;
- Ф-40СФ содержащий ионогенные группы;
- Ф-400 оптически прозрачный;
- Ф-40Д и Ф-40ДП в виде порошковых покрытий и суспензий.

Сравнение свойств новых марок Ф-40 с серийным фторопластом (Ф-40Ш и Ф-4СФ):
| Наименование показателя                | марка «40АМ»   | марка «400»    | марка «40Ш»    | марка «40СФ» | марка «4СФ»    |
| -------------------------------------- | -------------- | -------------- | -------------- | ------------ | -------------- |
| Радиационная стойкость, рад            | 108            | 107            | 108            | 108          | 105            |
| Предел прочности при разрыве, МПа      | 30—45          | 35—45          | 29—31          | 30—40        | 20—25          |
| Относительное удлинение при разрыве, % | 300—450        | 300—350        | 160—170        | 300—450      | 200—220        |
| Модуль упругости при изгибе, МПа       | 980            | 1300           | 1100           | 200—700      | не нормируется |
| Обменная ёмкость в Н+-форме, мг-экв/г  | не нормируется | не нормируется | не нормируется | 0,6—0,8      | 0,8—0,9        |
| Коэффициент светопропускания           | 85             | 90—95          | не прозрачный  | 86—89        | не нормируется |

## Производство
Промышленное производство фторопласта-40 в СССР впервые было организовано в 1961 году на Кирово-Чепецком химическом заводе.
Производство фторопласта-40 регулируется ТУ 301-05-17-89.

## Применение
Фторопласт Ф-40 используется в атомной и химической промышленности, машиностроении, электротехнике, электронике и радиоэлектронике, авиации, космосе и строительстве. Применяется для изготовления изоляции проводов и кабелей, конструкционных узлов, уплотнений, стойких к радиации, к агрессивным средам, маслам, топливу. Способ переработки — экструзия.
- Марка «П» — для изготовления прессованных прокладочных и уплотнительных изделий[1].
- Марки «Ш», «Ш-1», «Ш-2» — для изготовления изоляции проводов и кабелей, полых изделий, листов, труб, работающих в контакте с высоко агрессивными жидкостями[1].
- Марки «ЛД-1», «ЛД-2» — для изготовления методом литья под давлением уплотнительных защитных колец, изоляционных изделий, конструкционных узлов, арматуры, элементов трубопроводов, стойких к агрессивным средам. Способ переработки — экструзия, литьё под давлением[1].

Интервал рабочих температур: марки «П», «Ш», «Ш-1», «Ш-2» — от минус 100 °С до плюс 200 °С; марки «ЛД-1» и «ЛД-2» — от минус 100 °С до плюс 180 ºС. 
Плёнки из Ф-40 используются в промышленном строительстве (кровельный материал), в канализационных очистных сооружениях, термоизоляции для покрытия солнечных батарей, для изготовления мембран. Плёнка с напылением алюминия или серебра используется для параболических зеркал солнечных коллекторов.
В России новая марка Ф-40АМ используется для защитных оболочек световодов, изоляции микромонтажных и субминиатюрных проводов.